# Дарна (телесеріал, 2022)
«Дарна» (тагал. Darna) — філіппінський телесеріал виробництва ABS-CBN Entertainment і трансляції на каналі Kapamilya Channel. У головних ролях Джейн де Леон.
Прем'єра серіалу відбулася 15 серпня 2022 року у вечірньому блоці мережі «Primetime Bida» та в усьому світі на The Filipino Channel. Він закінчився 10 лютого 2023 року, загалом налічуючи 130 епізодів.

## Сюжет
У безнадійному та корумпованому місті, яке страждає від злочинців із особливими повноваженнями, молода жінка знаходить здатність захищати людей за допомогою потужного каменю, який перетворює її на супергероя Дарну.
Виконуючи її місію, виникають труднощі, щоб перевірити її мужність і внутрішню силу. Поки Дарна намагається втілити свою роль народного супергероя, її жертви надихають звичайних людей і пробуджують у них власного героя.

## У ролях
- Джейн де Леон — Дарна/Нарда Кустодіо
- Джанелла Сальвадор — Валентина/Регіна Вангуардія
- Джошуа Гарсія — Браян Роблес
- Зайджан Джаранілла — Дін Кустодіо
- Паоло Гумабао — Ноа Вальестерос